# Copelatus ruteri
Copelatus ruteri är en skalbaggsart som beskrevs av Legros 1954. Copelatus ruteri ingår i släktet Copelatus och familjen dykare. Inga underarter finns listade i Catalogue of Life.